# Allsvenskan
De Allsvenskan is de hoogste voetbalafdeling in Zweden in de betaalde mannencompetitie. De naam wordt voor zowel de mannen- als de vrouwencompetitie gebruikt; de vrouwencompetitie wordt Damallsvenskan genoemd. Er wordt gestreden om het landskampioenschap in het voetbal (Svenska mästare).

## Competitie
De Allsvenskan telt zestien clubs. Vanwege het klimaat van Zweden start de competitie gewoonlijk in het voorjaar en eindigt het in de herfst (lente-herfstcompetitie). Regelmatig keert de discussie terug om de werkwijze van de meeste Europese landen, waar het seizoen begint in de nazomer en eindigt in het voorjaar, weer over te nemen.

### Kampioenschap
De winnaar van de Allsvenskan is de landskampioen in het Zweedse voetbal (Svenska mästare). Als landskampioen mag die club ook deelnemen aan de eerste voorronde van de Champions League. De positie van Zweden op de UEFA-coëfficiëntenranglijst maakt daarvoor wel uit.

### Europese kwalificatie
Naast de Champions League organiseert de UEFA ook nog de Europa League en de Conference League. De UEFA bepaalt op basis van de clubprestaties van een land in de afgelopen vijf seizoenen met hoeveel clubs een land mag deelnemen aan deze toernooien. Hiertoe zijn de UEFA-coëfficiënten opgesteld.
Welke club aan welk toernooi deelneemt, hangt af van de plaats op de eindstand van de competitie. Daarnaast plaatst ook de winnaar van de Zweedse voetbalbeker zich voor de Conference League. De deelnemers voor een Europees starbewijs worden als volgt bepaald:
| pos. na 30 ronden | resultaat                           |
| ----------------- | ----------------------------------- |
| Kampioen          | Champions League, eerste voorronde  |
| Nummer 2          | Conference League, tweede voorronde |
| Nummer 3          | Conference League, tweede voorronde |
| Bekerwinnaar      | Conference League, tweede voorronde |

Deze verdeling wijzigt wanneer de bekerwinnaar zich voor de Champions League plaatst.

### Degradatie
De nummers vijftien en zestien in de eindstand degraderen rechtstreeks naar de Superettan. De nummer veertien speelt via de eindronde met een club uit de Superettan om een ticket op het hoogste niveau. Er wordt in de eindronde een thuis- en uitwedstrijd gespeeld, beginnend bij de nummer drie van de Superettan.

## Geschiedenis
De competitie voor mannen ging in het seizoen 1924/25 van start, de vrouwencompetitie startte in 1988. Vanaf 1931 is de winnaar van de competitie tevens de landskampioen.
In de competitie speelden tot het seizoen 2007 nog veertien clubs, waarvan de nummers dertien en veertien naar de Superettan degradeerden, terwijl de nummer twaalf de eindronde moest spelen om dit te voorkomen. De Zweedse voetbalbond besloot om het aantal deelnemende clubs vanaf 2008 uit te breiden van veertien naar zestien clubs.
Voor 2008 hield dit in dat alleen het laatste team uit de eindstand van 2007 (IF Brommapojkarna) degradeerde naar Superettan, en dat drie clubs vanuit de Superettan naar de Allsvenskan promoveerden, zonder beslissingswedstrijden. Sindsdien is het format van de hoogste voetbalklasse niet meer gewijzigd.

## Seizoen 2024
De volgende zestien clubs spelen in het seizoen 2024 in de Allsvenskan:

AIK ·
Brommapojkarna ·
Degerfors IF ·
Djurgårdens IF · 
IF Elfsborg ·
GAIS ·
IFK Göteborg · 
Halmstads BK ·
BK Häcken ·  
Hammarby IF · 
Malmö FF ·
Mjällby AIF ·
IFK Norrköping ·  
IK Sirius · 
IFK Värnamo ·
Östers IF

## Kampioenen
Van 1896 tot en 1925 werd het landskampioenschap beslist in de Svenska Mästerskapet, een bekertoernooi dat door middel van het knock-outsysteem werd gespeeld. Dit was nog voor de oprichting van de SvFF in 1904. Later werden de titels tot 1904 erkend als landstitel en tot 1925 bleef dit zo, hoewel in 1910 de Svenska Serien als hoogste competitie in Zweden van start was gegaan. Deze competitie werd tussen 1910 en 1925 tien keer georganiseerd. In het seizoen 1924/25 ging de Allsvenskan van start, vanaf het seizoen 1930/31 werd de winnaar als landskampioen aangemerkt.
Van 1982 tot en met 1990 werd het kampioenschap beslist in de SM-slutspel (een play-offcompetitie tussen de hoogst geëindigde clubs in de competitie), in 1991 en 1992 werd het kampioenschap beslist in de Mästerskapsserien, een mini-competitie tussen de zes hoogst geëindigde clubs in de competitie.
* De kampioenen van 1925-1930 waren alleen competitiekampioenen en geen landskampioen.

### Landskampioenschappen
| Club            | Stad        | Titels | Seizoenen (1896-1925, 1931-2024) |
| --------------- | ----------- | ------ | --- |
| Malmö FF        | Malmö       | 24     | 1944, 1949, 1950, 1951, 1953, 1965, 1967, 1970, 1971, 1974, 1975, 1977, 1986, 1988, 2004, 2010, 2013, 2014, 2016, 2017, 2020, 2021, 2023, 2024 |
| IFK Göteborg    | Göteborg    | 18     | 1908, 1910, 1918, 1935, 1942, 1958, 1969, 1982, 1983, 1984, 1987, 1990, 1991, 1993, 1994, 1995, 1996, 2007                                     |
| IFK Norrköping  | Norrköping  | 13     | 1943, 1945, 1946, 1947, 1948, 1952, 1956, 1957, 1960, 1962, 1963, 1989, 2015                                                                   |
| AIK             | Solna       | 12     | 1900, 1901, 1911, 1914, 1916, 1923, 1932, 1937, 1992, 1998, 2009, 2018                                                                         |
| Djurgårdens IF  | Stockholm   | 12     | 1912, 1915, 1917, 1920, 1955, 1959, 1964, 1966, 2002, 2003, 2005, 2019                                                                         |
| Örgryte IS      | Göteborg    | 12     | 1896, 1897, 1898, 1899, 1902, 1904, 1905, 1906, 1907, 1909, 1913, 1985                                                                         |
| IF Elfsborg     | Borås       | 6      | 1936, 1939, 1940, 1961, 2006, 2012 |
| Helsingborgs IF | Helsingborg | 5      | 1933, 1934, 1941, 1999, 2011 |
| GAIS Göteborg   | Göteborg    | 4      | 1919, 1922, 1931, 1954 |
| Halmstads BK    | Halmstad    | 4      | 1976, 1979, 1997, 2000 |
| Östers IF       | Växjö       | 4      | 1968, 1978, 1980, 1981 |
| Åtvidabergs FF  | Åtvidaberg  | 2      | 1972, 1973 |
| Brynäs IF       | Gävle       | 1      | 1925 |
| IFK Eskilstuna  | Eskilstuna  | 1      | 1921 |
| Fässbergs IF    | Mölndal     | 1      | 1924 |
| Göteborgs IF    | Göteborg    | 1      | 1903 |
| Hammarby IF     | Stockholm   | 1      | 2001 |
| BK Häcken       | Göteborg    | 1      | 2022 |
| Kalmar FF       | Kalmar      | 1      | 2008 |
| IK Sleipner     | Norrköping  | 1      | 1938 |

### Kampioenschappen per club
Aantal behaalde kampioenschappen in de Allsvenskan (1925-2023)
| Club            | Titels |
| --------------- | ------ |
| Malmö FF        | 23     |
| IFK Göteborg    | 15     |
| IFK Norrköping  | 13     |
| Djurgårdens IF  | 8      |
| Helsingborgs IF | 7      |
| AIK Fotboll     | 6      |
| IF Elfsborg     | 6      |
| GAIS            | 4      |
| Halmstads BK    | 4      |
| Östers IF       | 4      |
| Örgryte IS      | 3      |
| Åtvidabergs FF  | 2      |
| Hammarby IF     | 1      |
| BK Häcken       | 1      |
| Kalmar FF       | 1      |
| IK Sleipner     | 1      |

## Eeuwige ranglijst deelname
De vet gezette clubs spelen in het seizoen 2024 in de Allsvenskan.
| Club                 | Club          | /101 | Seizoenen (1924-2025)                                                                                    |
| -------------------- | ------------- | ---- | --- |
| AIK                  | Solna         | 97   | 1924-1951, 1952-1961, 1963-1979, 1981-2004, 2006-....                                                    |
| IFK Göteborg         | Göteborg      | 93   | 1924-1938, 1939-1950, 1951-1970, 1977-....                                                               |
| Malmö FF             | Malmö         | 90   | 1931-1934, 1936-1999, 2001-....                                                                          |
| IFK Norrköping       | Norrköping    | 85   | 1924-1930, 1935-1937, 1940-1982, 1984-2002, 2008, 2011-....                                              |
| IF Elfsborg          | Borås         | 82   | 1926-1954, 1961-1971, 1973-1984, 1986-1987, 1997-....                                                    |
| Djurgårdens IF       | Stockholm     | 70   | 1927-1928, 1936-1937, 1945-1948, 1949-1960, 1962-1981, 1986, 1988-1992, 1995-1996, 1999, 2001-....       |
| Helsingborgs IF      | Helsingborg   | 69   | 1924-1935, 1937-1968, 1993-2016, 2019-2020, 2022                                                         |
| Halmstads BK         | Halmstad      | 58   | 1933-1936, 1942-1946, 1947-1948, 1954-1959, 1972, 1974-1987, 1989-2011, 2013-2015, 2017, 2021, 2023-.... |
| Hammarby IF          | Stockholm     | 57   | 1924-1925, 1939-1940, 1954-1957, 1959-1963, 1965, 1967, 1970-1988, 1990, 1994-1995, 1998-2009, 2015-.... |
| GAIS Göteborg        | Göteborg      | 56   | 1924-1938, 1941-1955, 1956-1959, 1964, 1966-1970, 1972-1975, 1988-1992, 2000, 2006-2012, 2024-....       |
| Örgryte IS           | Göteborg      | 56   | 1924-1940, 1959-1968, 1970-1973, 1975-1976, 1981-1990, 1993, 1995-2006, 2009                             |
| Örebro SK            | Örebro        | 53   | 1946-1947, 1948-1949, 1950-1953, 1961-1978, 1989-2004, 2007-2012, 2014-2021                              |
| Kalmar FF            | Kalmar        | 37   | 1949-1951, 1953-1955, 1976-1986, 1999, 2002, 2004-2024                                                   |
| Landskrona BoIS      | Landskrona    | 34   | 1924-1933, 1934-1942, 1944-1945, 1948-1949, 1971-1980, 1994, 2002-2005                                   |
| Östers IF            | Växjö         | 34   | 1968-1988, 1990-1998, 2003, 2006, 2012-2013, 2025-....                                                   |
| Degerfors IF         | Degerfors     | 33   | 1938-1939, 1940-1956, 1960-1966, 1993-1997, 2021-2023, 2025-....                                         |
| BK Häcken            | Göteborg      | 24   | 1983, 1993-1994, 1998, 2000-2001, 2005-2006, 2009-....                                                   |
| Sandvikens IF        | Sandviken     | 21   | 1929-1931, 1932-1944, 1953-1954, 1955-1961                                                               |
| Åtvidabergs FF       | Åtvidaberg    | 20   | 1951-1952, 1968-1976, 1978-1982, 2010, 2012-2015                                                         |
| GIF Sundsvall        | Sundsvall     | 20   | 1965, 1975, 1987-1989, 1991, 2000-2005, 2008, 2012, 2015-2019, 2022                                      |
| IK Brage             | Börlänge      | 18   | 1937-1941, 1943-1944, 1966, 1980-1990, 1993                                                              |
| Trelleborgs FF       | Trelleborg    | 18   | 1985, 1992-2001, 2004, 2007-2011, 2018                                                                   |
| IK Sleipner          | Norrköping    | 16   | 1924-1933, 1934-1941                                                                                     |
| Gefle IF             | Gävle         | 16   | 1933-1935, 1983-1984, 2005-....                                                                          |
| IFK Eskilstuna       | Eskilstuna    | 14   | 1924-1929, 1930-1936, 1942-1943, 1957-1958, 1964                                                         |
| Mjällby AIF          | Sölvesborg    | 14   | 1980, 1983, 1985, 2010-2004, 2020-.....                                                                  |
| IFK Malmö            | Malmö         | 13   | 1924-1926, 1928-1932, 1952-1953, 1956-1962                                                               |
| Jönköpings Södra IF  | Jönköping     | 12   | 1945-1946, 1947-1954, 1960, 1969, 2016-2017                                                              |
| IK Sirius            | Uppsala       | 12   | 1969, 1973-1974, 2017-....                                                                               |
| IS Halmia            | Halmstad      | 11   | 1932-1934, 1943-1950, 1963, 1979                                                                         |
| Västra Frölunda IF   | Göteborg      | 10   | 1987-1989, 1992-1995, 1998-2000                                                                          |
| IF Brommapojkarna    | Stockholm     | 9    | 2007, 2009-2010, 2013-2014, 2018, 2023-....                                                              |
| Gårda BK             | Göteborg      | 8    | 1935-1943                                                                                                |
| Östersunds FK        | Östersund     | 6    | 2016-2021                                                                                                |
| IFK Sundsvall        | Sundsvall     | 5    | 1976-1977, 1979-1981                                                                                     |
| Falkenbergs FF       | Falkenberg    | 5    | 2014-2016, 2019-2020                                                                                     |
| Västerås SK          | Västerås      | 5    | 1955-1957, 1978, 1997, 2024                                                                              |
| Varbergs BoIS        | Varberg       | 4    | 2020-2023                                                                                                |
| IFK Värnamo          | Värnamo       | 4    | 2022-....                                                                                                |
| Syrianska FC         | Södertälje    | 3    | 2011-2013                                                                                                |
| AFC Eskilstuna       | Eskilstuna    | 2    | 2017, 2019                                                                                               |
| Ljungskile SK        | Ljungskile    | 2    | 1997, 2008                                                                                               |
| Råå IF               | Helsingborg   | 2    | 1950-1952                                                                                                |
| Westermalms IF       | Stockholm     | 2    | 1926-1927, 1928-1929                                                                                     |
| IFK Uddevalla        | Uddevalla     | 2    | 1925-1927                                                                                                |
| Hallstahammars SK    | Hallstahammar | 2    | 1931-1932, 1938-1939                                                                                     |
| Stattena IF          | Helsingborg   | 2    | 1927-1928, 1929-1930                                                                                     |
| Dalkurd FF           | Uppsala       | 1    | 2018 |
| Umeå FC              | Umeå          | 1    | 1996 |
| Motala AIF           | Motala        | 1    | 1957-1958                                                                                                |
| Redbergslids IK      | Göteborg      | 1    | 1930-1931                                                                                                |
| Ludvika FFI          | Ludvika       | 1    | 1944-1945                                                                                                |
| IK Oddevold          | Uddevalla     | 1    | 1996 |
| IFK Luleå            | Luleå         | 1    | 1971 |
| IF Saab Linköping    | Linköping     | 1    | 1973 |
| Reymersholms IF      | Stockholm     | 1    | 1941-1942                                                                                                |
| Norrby IF            | Borås         | 1    | 1955-1956                                                                                                |
| BK Derby             | Linköping     | 1    | 1977 |
| Assyriska Föreningen | Södertälje    | 1    | 2005 |
| Brynäs IF            | Gävle         | 1    | 1974 |
| Enköpings SK         | Enköping      | 1    | 2003 |
| Högadals IS          | Karlshamn     | 1    | 1962 |
| Västerås IK          | Västerås      | 1    | 1924-1925                                                                                                |
| IFK Holmsund         | Holmsund      | 1    | 1967 |
| Sandvikens AIK       | Sandviken     | 1    | 1954-1955                                                                                                |
| IK City Eskilstuna   | Eskilstuna    | 1    | 1925-1926                                                                                                |
| Billingsfors IK      | Billingsfors  | 1    | 1946-1947                                                                                                |

## Topscorers
| Seizoen | Speler                                         | Club                               | Goals |
| ------- | ---------------------------------------------- | ---------------------------------- | ----- |
| 1925    | Filip Johansson                                | IFK Göteborg                       | 39    |
| 1926    | Carl-Erik Holmberg                             | Örgryte IS                         | 29    |
| 1927    | Albert Olsson                                  | GAIS                               | 24    |
| 1928    | Carl-Erik Holmberg                             | Örgryte IS                         | 27    |
| 1929    | Harry Lundahl                                  | Helsingborgs IF                    | 31    |
| 1930    | Harry Lundahl                                  | Helsingborgs IF                    | 26    |
| 1932    | John Nilsson                                   | GAIS                               | 26    |
| 1932    | Carl-Erik Holmberg                             | Örgryte IS                         | 29    |
| 1933    | Torsten Bunke                                  | Helsingborgs IF                    | 21    |
| 1934    | Sven Jonasson                                  | IF Elfsborg                        | 20    |
| 1935    | Harry Andersson                                | IK Sleipner                        | 23    |
| 1936    | Sven Jonasson                                  | IF Elfsborg                        | 24    |
| 1937    | Olle Zetherlund                                | AIK                                | 23    |
| 1938    | Curt Hjelm                                     | IK Sleipner                        | 13    |
| 1939    | Yngve Lindegren Ove Andersson Erik Persson     | Örgryte IS Malmö FF AIK            | 16    |
| 1940    | Anders Pålsson                                 | Helsingborgs IF                    | 17    |
| 1941    | Stig Nyström                                   | IK Brage                           | 17    |
| 1942    | Sven Jacobsson                                 | GAIS                               | 20    |
| 1943    | Gunnar Nordahl                                 | Degerfors IF                       | 16    |
| 1944    | Leif Larsson                                   | IFK Göteborg                       | 19    |
| 1945    | Gunnar Nordahl                                 | IFK Norrköping                     | 27    |
| 1946    | Gunnar Nordahl                                 | IFK Norrköping                     | 25    |
| 1947    | Gunnar Gren                                    | IFK Göteborg                       | 18    |
| 1948    | Gunnar Nordahl                                 | IFK Norrköping                     | 18    |
| 1949    | Carl-Johan Franck                              | Helsingborgs IF                    | 19    |
| 1950    | Ingvar Rydell                                  | Malmö FF                           | 22    |
| 1951    | Hasse Jeppson                                  | Djurgårdens IF                     | 17    |
| 1952    | Karl-Alfred Jakobsson                          | GAIS                               | 17    |
| 1953    | Karl-Alfred Jakobsson                          | GAIS                               | 24    |
| 1954    | Karl-Alfred Jakobsson                          | GAIS                               | 21    |
| 1955    | Kurt Hamrin                                    | AIK                                | 22    |
| 1956    | Sylve Bengtsson                                | Halmstads BK                       | 22    |
| 1957    | Harry Bild                                     | IFK Norrköping                     | 19    |
| 1958    | Bertil Johansson Henry Källgren                | IFK Göteborg                       | 27    |
| 1959    | Rune Börjesson                                 | Örgryte IS                         | 21    |
| 1960    | Rune Börjesson                                 | Örgryte IS                         | 24    |
| 1961    | Bertil Johansson                               | IFK Göteborg                       | 20    |
| 1962    | Leif Skiöld                                    | Djurgårdens IF                     | 21    |
| 1963    | Bo Larsson Lars Heinemann                      | Malmö FF Degerfors IF              | 17    |
| 1964    | Krister Granbom                                | Helsingborgs IF                    | 22    |
| 1965    | Bo Larsson                                     | Malmö FF                           | 28    |
| 1966    | Ove Kindvall                                   | IFK Norrköping                     | 20    |
| 1967    | Dag Szepanski                                  | Malmö FF                           | 22    |
| 1968    | Ove Eklund                                     | Åtvidabergs FF                     | 16    |
| 1969    | Reine Almqvist                                 | IFK Göteborg                       | 16    |
| 1970    | Bo Larsson                                     | Malmö FF                           | 16    |
| 1971    | Roland Sandberg                                | Åtvidabergs FF                     | 17    |
| 1972    | Ralf Edström Roland Sandberg                   | Åtvidabergs FF                     | 16    |
| 1973    | Jan Mattsson                                   | Östers IF                          | 20    |
| 1974    | Jan Mattsson                                   | Östers IF                          | 22    |
| 1975    | Jan Mattsson                                   | Östers IF                          | 31    |
| 1976    | Rutger Backe                                   | Halmstads BK                       | 21    |
| 1977    | Reine Almqvist Mats Aronsson                   | IFK Göteborg Landskrona BoIS       | 15    |
| 1978    | Tommy Berggren                                 | Djurgårdens IF                     | 19    |
| 1979    | Mats Werner                                    | Hammarby IF                        | 14    |
| 1980    | Billy Ohlsson                                  | Hammarby IF                        | 19    |
| 1981    | Torbjörn Nilsson                               | IFK Göteborg                       | 20    |
| 1982    | Dan Cornelisson                                | IFK Göteborg                       | 12    |
| 1983    | Thomas Ahlström                                | IF Elfsborg                        | 16    |
| 1984    | Billy Ohlsson                                  | Hammarby IF                        | 14    |
| 1985    | Sören Börjesson Billy Lansdowne Peter Karlsson | Örgryte IS Kalmar FF Kalmar FF     | 10    |
| 1986    | Johnny Ekström                                 | IFK Göteborg                       | 13    |
| 1987    | Lars Larsson                                   | Malmö FF                           | 19    |
| 1988    | Martin Dahlin                                  | Malmö FF                           | 17    |
| 1989    | Jan Hellström                                  | IFK Norrköping                     | 16    |
| 1990    | Kaj Eskelinen                                  | IFK Göteborg                       | 10    |
| 1991    | Kennet Andersson                               | IFK Göteborg                       | 13    |
| 1992    | Hans Eklund                                    | Östers IF                          | 16    |
| 1993    | Mats Lilienberg Henrik Bertilsson              | Trelleborgs FF Halmstads BK        | 18    |
| 1994    | Niclas Kindvall                                | IFK Norrköping                     | 23    |
| 1995    | Niklas Skoog                                   | Västra Frölunda IF                 | 17    |
| 1996    | Andreas Andersson                              | IFK Göteborg                       | 19    |
| 1997    | Christer Mattiasson Dan Sahlin Mats Lilienberg | IF Elfsborg Örebro SK Halmstads BK | 14    |
| 1998    | Arild Stavrum                                  | Helsingborgs IF                    | 18    |
| 1999    | Marcus Allbäck                                 | Örgryte IS                         | 15    |
| 2000    | Fredrik Berglund                               | IF Elfsborg                        | 18    |
| 2001    | Stefan Selakovic                               | Halmstads BK                       | 15    |
| 2002    | Peter Ijeh                                     | Malmö FF                           | 24    |
| 2003    | Niklas Skoog                                   | Malmö FF                           | 22    |
| 2004    | Markus Rosenberg                               | Halmstads BK                       | 14    |
| 2005    | Gunnar Thorvaldsson                            | Halmstads BK                       | 16    |
| 2006    | Ari                                            | Kalmar FF                          | 15    |
| 2007    | Marcus Berg Razak Omotoyossi                   | IFK Göteborg Helsingborgs IF       | 14    |
| 2008    | Patrik Ingelsten                               | Kalmar FF                          | 19    |
| 2009    | Tobias Hysen Wanderson do Carmo                | IFK Göteborg GAIS                  | 18    |
| 2010    | Alexander Gerndt                               | Gefle/Helsingborg                  | 20    |
| 2011    | Mathias Ranegie                                | BK Häcken/Malmö FF                 | 21    |
| 2012    | Waris Majeed                                   | BK Häcken                          | 23    |
| 2013    | Imad Khalili                                   | Norrköping/Helsingborg             | 15    |
| 2014    | Lasse Vibe                                     | IFK Göteborg                       | 23    |
| 2015    | Emir Kujović                                   | IFK Norrköping                     | 21    |
| 2016    | John Owoeri                                    | BK Häcken                          | 17    |
| 2017    | Kalle Holmberg Magnus Eriksson                 | IFK Norrköping Djurgårdens IF      | 14    |
| 2018    | Paulinho                                       | BK Häcken                          | 20    |
| 2019    | Mohamed Buya                                   | Djurgårdens IF                     | 15    |
| 2020    | Christoffer Nyman                              | IFK Norrköping                     | 18    |
| 2021    | Samuel Adegbenro                               | IFK Norrköping                     | 17    |
| 2022    | Alexander Jeremejeff                           | BK Häcken                          | 22    |
| 2023    | Isaac Thelin                                   | Malmö FF                           | 16    |

## Nederlanders
Bijgaand een overzicht van de Nederlandse voetballers die in de Allsvenskan spelen of hebben gespeeld.
| Naam               | Club(s)                 | Debuut     | Duels |
| ------------------ | ----------------------- | ---------- | ----- |
| Moestafa El Kabir  | Mjällby AIF / BK Häcken | 14.03.2010 | 70    |
| Rachid Bouaouzan   | Helsingborgs IF         | 29.04.2010 | 56    |
| Jos Hooiveld       | AIK                     | 05.04.2009 | 50    |
| Othman El Kabir    | Djurgårdens IF          | 18.07.2016 | 42    |
| Shaquille Pinas    | Hammarby IF             | 17.07.2022 | 38    |
| Alexander Prent    | Halmstads BK            | 30.03.2008 | 31    |
| Warner Hahn        | IFK Göteborg            | 03.04.2022 | 26    |
| Geert den Ouden    | Djurgårdens IF          | 17.07.2003 | 23    |
| Rick Kruys         | Malmö FF                | 10.08.2008 | 21    |
| Des Kunst          | Varbergs BoIS           | 19.07.2021 | 21    |
| Sander van Looy    | Falkenbergs FF          | 15.06.2020 | 18    |
| Joeri de Kamps     | IK Sirius FK            | 31.07.2023 | 13    |
| Michiel Hemmen     | BK Häcken               | 01.08.2015 | 7     |
| Daan Klinkenberg   | Mjällby AIF             | 11.04.2021 | 7     |
| Niels Vorthoren    | BK Häcken               | 19.10.2015 | 6     |
| Melvin Platje      | Kalmar FF               | 30.03.2014 | 4     |
| Stefan van der Lei | Dalkurd FF              | 23.07.2018 | 4     |

## Scheidsrechters
Bijgaand een overzicht van Zweedse voetbalscheidsrechters die niet alleen actief zijn of waren in de eigen competities, maar daarnaast ook internationale wedstrijden leiden of hebben geleid.
AIK ·
Brommapojkarna ·
Degerfors IF ·
Djurgårdens IF · 
IF Elfsborg ·
GAIS ·
IFK Göteborg · 
Halmstads BK ·
BK Häcken ·  
Hammarby IF · 
Malmö FF ·
Mjällby AIF ·
IFK Norrköping ·  
IK Sirius · 
IFK Värnamo ·
Östers IF
Allsvenskan:
1993 ·
1994 ·
1995 ·
1996 ·
1997 ·
1998 ·
1999 ·
2000 ·
2001 ·
2002 ·
2003 ·
2004 ·
2005 ·
2006 ·
2007 ·
2008 ·
2009 ·
2010 ·
2011 ·
2012 ·
2013 ·
2014 ·
2015 ·
2016 ·
2017 ·
2018 ·
2019 ·
2020 ·
2021 ·
2022 ·
2023 ·
2024

Superettan:
2000 ·
2001 ·
2002 ·
2003 ·
2004 ·
2005 ·
2006 ·
2007 ·
2008 ·
2009 ·
2010 ·
2011 ·
2012 ·
2013 ·
2014 ·
2015 · 
2016 · 
2017 · 
2018 ·
2019 ·
2020 ·
2021 ·
2022 ·
2023 ·
2024